# توری د لا هورادادا
توری د لا هورادادا (به اسپانیایی: Torre de la Horadada) یک منطقهٔ مسکونی در اسپانیا است که در پیلار دلا هورادادا واقع شده است.